# Обмороження
Обморо́ження або відморо́ження (лат. Congelatio) — ушкодження тканин організму під дією холоду. Нерідко супроводжується загальним переохолодженням організму. Часто уражає вушні раковини, ніс, недостатньо захищені кінцівки, в першу чергу пальці рук і ніг.

## Причини і перебіг
Якщо людина тривалий час перебуває на холоді, у неї може виникнути переохолодження всього організму, т. зв. загальне замерзання. Як правило, таке трапляється, якщо людина заблукала, наприклад, у лісі, виснажена чи хвора. Найчастіше замерзають люди в стані алкогольного сп'яніння. Ще серед чинників, що сприяють ураженню холодом, виділяють:
- ускладнений кровообіг у тканинах, які піддаються дії холоду (тісний одяг і взуття, вимушена гіподинамія);
- знижена стійкість тканин до дії холоду (травми кінцівок, раніше перенесені термічні ураження, захворювання з порушенням кровообігу та іннервації);
- понижена загальна резистентність організму (поранення, які супроводжуються крововтратою і шоком; втома; виснаження; авітаміноз; перенесені інфекційні захворювання; захворювання, які супроводжуються порушенням загального обміну; дія іонізуючої радіації; гострі та хронічні інтоксикації та ін.).

У розвитку загального переохолодження виділяють кілька фаз:
- людина відчуває втому, скутість, сонливість, байдужість до всього;
- за подальшого зниження температури тіла спостерігається запаморочення;
- зупинка кровообігу, серцевої діяльності.

Обмороження можe виникнути навіть за температури, вищої від 0 °С. Мокре та тісне взуття, тривале перебування у нерухомому стані на вітрі, в снігу, під холодним дощем, хвороби, втрата певної кількості крові, алкогольне отруєння тощо можуть стати причиною обмороження. Найуразливіші для обморожень частини тіла з найслабшим кровотоком: ніс, вуха, кінцівки.
Прояви обмороження розвиваються під час перебування на холоді. По-перше, виникає відчуття холоду. Потім людина відчуває поколювання, її шкіра набуває блідого відтінку, втрачає чутливість. Пізніше німіє і набуває синюшного відтінку. Втрата чутливості робить непомітною подальшу дію низької температури і часто є причиною тяжких незворотних змін у тканинах. Справжню глибину обмороження можна встановити тільки після припинення дії холоду, інколи через кілька днів (на ураженій ділянці з'являється набряк, запалення чи змертвіння тканин).

## Класифікація
За тяжкістю та глибиною розрізняють чотири ступені обмороження.
- І ступінь (легкий). Характеризується ураженням шкіри, яке супроводжується запаленням, набряком, болем. Такий стан триває кілька днів, потім поступово проходить. Уражена ділянка надовго залишається дуже чутливою до холоду.
- II ступінь (середньої тяжкості). Проявляється некрозом поверхневих шарів шкіри. Після відігрівання уражене місце синіє. У зоні обмороження утворюються пухирці, наповнені прозорою чи білуватою рідиною. З'являється сильний біль. Серед загальних проявів - підвищення температури тіла, поганий сон та апетит.
- III ступінь (тяжкий). Відбувається поступовий некроз тканин на значну глибину. У перші дні спостерігається поява пухирів, заповнених темною рідиною. За кілька днів з'являються ділянки вологої мертвої тканини. Хворі відчувають нестерпний біль. Захворювання супроводжується виділенням поту та ознобами, апатією.
- IV ступінь (вкрай тяжкий). Характеризується змертвінням тканин до кістки. Ця частина тіла залишається холодною та абсолютно нечутливою. Шкіра вкривається пухирями, заповненими чорною рідиною. Через кілька днів уражена ділянка швидко чорніє і висихає. Відбувається муміфікація тканин. Процес загоєння такої рани надзвичайно тривалий (1,5—2 місяці).

## Допомога

### Загальне переохолодження
Допомога при загальному переохолодженні суттєво відрізняється від допомоги при обмороженні.

#### Домедична
При підозрі на загальне переохолодження пацієнта слід звільнити від мокрого одягу, зняти взуття і помістити, якщо це можливо, в теплий, сухий, ізолювальний матеріал (наприклад, спальний мішок). Слід надати пацієнту горизонтального положення з обмеженням руху кінцівок для зменшення притоку холодної крові до внутрішніх органів. Для зменшення втрати тепла важливіше захистити пацієнта від контакту з землею (підкласти ізолюючий матеріал - каремат, плед тощо), ніж укрити його згори
Якщо переохолодження організму незначне, непогані результати дає зігрівання потерпілого власним тілом того, хто подає допомогу. Так доцільно робити, коли немає можливості зігріти потерпілого іншими засобами.
Після зігрівання слід визначити, чи не відбулося обмороження кінцівок та інших частин тіла. Якщо такі ознаки є, треба вжити заходів щодо обробки обморожених місць.

#### Медична
При підозрі на загальне переохолодження пацієнта слід звільнити від мокрого одягу, зняти взуття і помістити, якщо це можливо, в теплий, сухий, ізолювальний матеріал (наприклад, спальний мішок). Слід надати пацієнту горизонтального положення з обмеженням руху кінцівок для зменшення притоку холодної крові до внутрішніх органів. Для зменшення втрати тепла важливіше захистити пацієнта від контакту з землею (підкласти ізолюючий матеріал - каремат, плед тощо), ніж укрити його згори. За можливості, бажано забезпечити венозний доступ для внутрішньовенного введення підігрітих до 42°С розчинів. Найкраще для цього підходить фізіологічний розчин хлориду натрію. Киснева терапія проводиться теплим зволоженим киснем (з балонів, що перебували у теплому приміщенні) за наявності розладів дихання. Пацієнтам з легким переохолодженням важливо відновити енергетичні втрати (що проявляються тремором тіла) з допомогою теплого підсолодженого пиття (в разі відсутності доступу до теплих напоїв, можна застосувати підігрітий розчин 5% глюкози). Пацієнтам з середньою та тяжкою гіпотермією критично важливо не дозволяти стояти або мати фізичне навантаження, оскільки це може призвести до колапсу кровообігу. При застосуванні приладів, які самостійно генерують тепло (наприклад зігрівальні пакети), останні потрібно чимось обгортати для уникнення прямого контакту зі шкірою, щоб запобігти опікам. Зігрівальні пакети з піковою температурою вище 45°C можуть спричинити опіки. У разі, якщо пацієнт непритомний, або не відчуває впливу тепла, слід періодично перевіряти поверхню під зігрівальним пакетом для виявлення можливого пошкодження тканин. При переміщенні пацієнта в стабільно тепле приміщення допомога полягає у якомога швидшому зігріванні. Найефективніше це можна зробити за допомогою теплих ванн. Упродовж 20—30 хв температуру води поступово підвищують з 20 до 40°С. Після ванни, якщо в тканинах шкіри не спостерігається пошкоджень, шкірні покриви обережно обтирають спиртом, горілкою або одеколоном та обережно розтирають руками до ознак почервоніння шкіри. Якщо ж пошкодження тканин все ж таки відбулося, забороняється натирати пошкоджені ділянки, просто накладають стерильну пов'язку.[джерело?]

### Обмороження
Перша медична допомога у разі обмороження полягає в запобіганні локальному зігріванню пошкоджених частин тіла до моменту прибуття до остаточного місця перебування та в запобіганні повторного впливу холодного середовища пошкоджених частин тіла. При остаточному переміщенні пацієнта в стабільне тепле середовище слід виконати відігрівання уражених ділянок тіла. Для цього застосовується циркулююча тепла вода (37-39°C) до повного відігрівання. Якщо тепла вода відсутня, відігрівання проводиться шляхом прямого контакту обмороженої кінцівки з неураженою частиною тіла. Забороняється натирати пошкоджені ділянки. Після відігрівання уражені ділянки повинні бути вкриті стерильною пов’язкою. Якщо наявні пухирі спричиняють біль, їх вміст можна відсмоктати шприцом, але не розривати. При скаргах пацієнта на біль в зоні ураження, необхідно провести симптоматичне знеболення.[джерело?]
Потерпілого насамперед слід перенести в тепле приміщення і приступити до поступового зігрівання. Краще зігрівати у ванні з водою кімнатної температури. Проводячи обережний масаж усіх частин тіла, температуру води поступово доводять до 36 °С. Коли шкіра порожевіє, починають проводити реанімаційні заходи (штучне дихання і непрямий масаж серця). Як тільки з'явиться самостійне дихання і потерпілий опритомніє, його переносять у ліжко, тепло вкривають, дають гарячий солодкий чай, каву, молоко, можна тепле вино.

## Профілактика
Під час перебування на холоді треба закривати, де це можливо, всі відкриті ділянки шкіри. Слід періодично перевіряти чутливість обличчя та кінцівок. Якщо ви використовуєте різні мазі для профілактики обморожень, пам'ятайте, що вони можуть дещо захистити від вітру, але не від морозу. Перед виходом на вулицю у холодну погоду слід ситно поїсти.